# Compsocerops
Compsocerops is een geslacht van uitgestorven temnospondyle Batrachomorpha (basale 'amfibieën'). Het leefde in het Laat-Trias (Carnien - Norien, ongeveer 225 - 206 miljoen jaar geleden) en zijn fossiele overblijfselen zijn gevonden in Azië en Zuid-Amerika.

## Naamgeving
Compsocerops werd voor het eerst beschreven in 1995 door Dhurjati Prasad Sengupta, op basis van fossielen gevonden bij Rechni in Andhra Pradesh in India, in bodems van het Norien. De typesoort is Compsocerops cosgriffi. De geslachtsnaam is een combinatie van het Grieks kompsos, 'bevallig', keras, 'hoorn' en oops, 'gezicht'. De soortaanduiding eert John William Cosgriff. 
Het holotype is ISI A 33, een schedel met onderkaken. Verder is een tiental lossen botten toegewezen, uit de kop en de postcrania.
Andere fossielen toegewezen aan het geslacht Compsocerops zijn gevonden in oudere bodems (Carnien) in Brazilië, wat getuigt van de opmerkelijke geografische expansie van deze amfibieën.

## Beschrijving
Compsocerops leek op een gigantische salamander; de schedel alleen was zelfs vijftig centimeter breed. De schedel was extreem breed en kort, met een zeer korte snuit en kleine, goed gescheiden oogkassen die naar voren op de schedel waren geplaatst. Tabulaire hoorns waren aanwezig op de achterkant van de schedel en het dolkvormig uitsteeksel van de parasphenoïde op het verhemelte was lang en smal. Op de botten van het verhemelte (ploegschaarbeen, verhemeltebeen en ectopterygoïde) waren er ook talrijke tanden, gescheiden door een diepe en brede groeve van de tanden langs de rand van de kaken. Compsocerops had ook een foramen pineale aan de voorzijde.

## Fylogenie
Compsocerops maakt deel uit van de chigutisauriden, een groep temnospondyle amfibieën met een korte en brede schedel, typisch voor het eerste deel van het Mesozoïcum, maar met enkele vertegenwoordigers die overleefden tot het Krijt. Compsocerops lijkt een afgeleid lid van de groep te zijn, zoals de verwante Kuttycephalus, ook uit India.